# Provincia di Denizli
La provincia di Denizli (in turco Denizli ili) è una provincia della Turchia.
Dal 2012 il suo territorio coincide con quello del comune metropolitano di Denizli (Denizli Büyükşehir Belediyesi).

## Geografia fisica
La provincia di Denizli confina con le province di Manisa, Uşak, Afyonkarahisar, Burdur, Muğla e Aydın. Nel suo territorio si trovano i siti patrimonio dell'umanità dell'UNESCO di Hierapolis e Pamukkale.

## Geografia antropica

### Suddivisioni amministrative

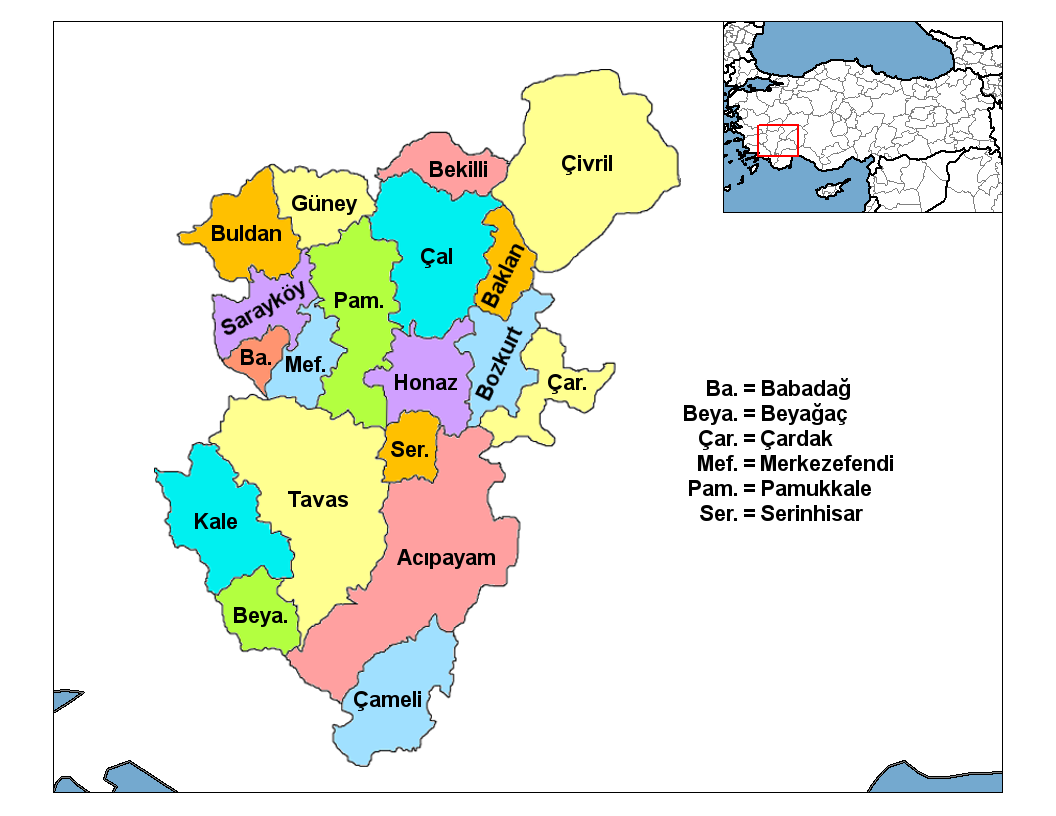
Distretti della provincia di Denizli

La provincia è divisa in 19 distretti: 	
| - Acıpayam - Babadağ - Baklan - Bekilli - Beyağaç - Bozkurt - Buldan - Çal - Çameli - Çardak | - Çivril - Güney - Honaz - Kale - Merkezfendi - Pamukkale - Sarayköy - Serinhisar - Tavas |

Nel 2012 è stato abolito il distretto centrale e su parte di esso è stato creato il distretto di Merkezfendi. Allo stesso tempo è stato ingrandito il distretto di Akköy, rinominato distretto di Pamukkale. Fanno parte della provincia 100 comuni e 370 villaggi.